# Communauté de communes du canton d'Antrain
La communauté de communes du canton d'Antrain est une ancienne intercommunalité française, située dans le département d'Ille-et-Vilaine et la région Bretagne. C'était l'une des communautés de communes du Pays de Fougères.

## Histoire
La communauté de communes a été créée le 31 décembre 1992 et regroupait les dix communes du canton d'Antrain, soit 9 258 habitants (populations légales 2014) sur 22 029 hectares. Elle a succédé au SIVOM (Syndicat intercommunal à vocation multiple) du même nom fondé en 1966.
Elle disparait le 31 décembre 2016 en fusionnant avec la communauté de communes du Coglais et une commune issue de la communauté de communes du Pays d'Aubigné pour créer l'intercommunalité Couesnon Marches de Bretagne.

## Territoire communautaire

### Composition
Elle regroupait dix communes :
| Nom                   | Code Insee | Gentilé       | Superficie (km2) | Population (dernière pop. légale) | Densité (hab./km2) |
| --------------------- | ---------- | ------------- | ---------------- | --------------------------------- | ------------------ |
| Antrain (siège)       | 35004      | Antrainais    | 9,31             | 1 274 (2021)                      | 137                |
| Bazouges-la-Pérouse   | 35019      | Bazougeais    | 58,18            | 1 793 (2014)                      | 31                 |
| Chauvigné             | 35075      | Chauvignéens  | 17,71            | 849 (2014)                        | 48                 |
| La Fontenelle         | 35113      | Fontenellois  | 12,36            | 519 (2021)                        | 42                 |
| Marcillé-Raoul        | 35164      | Marcilléens   | 22,41            | 792 (2014)                        | 35                 |
| Noyal-sous-Bazouges   | 35205      | Noyalais      | 14,83            | 392 (2014)                        | 26                 |
| Rimou                 | 35242      | Rimois        | 13,28            | 336 (2014)                        | 25                 |
| Saint-Ouen-la-Rouërie | 35303      | Audoniens     | 21,12            | 824 (2021)                        | 39                 |
| Saint-Rémy-du-Plain   | 35309      | Rémois        | 14,87            | 841 (2014)                        | 57                 |
| Tremblay              | 35341      | Tremblaisiens | 36,22            | 1 485 (2021)                      | 41                 |

### Démographie
| 1968  | 1975  | 1982  | 1990  | 1999  | 2006  | 2010  | 2012  | 2014  |
| ----- | ----- | ----- | ----- | ----- | ----- | ----- | ----- | ----- |
| 9 931 | 9 802 | 9 208 | 8 772 | 8 428 | 8 962 | 9 251 | 9 300 | 9 258 |

## Administration

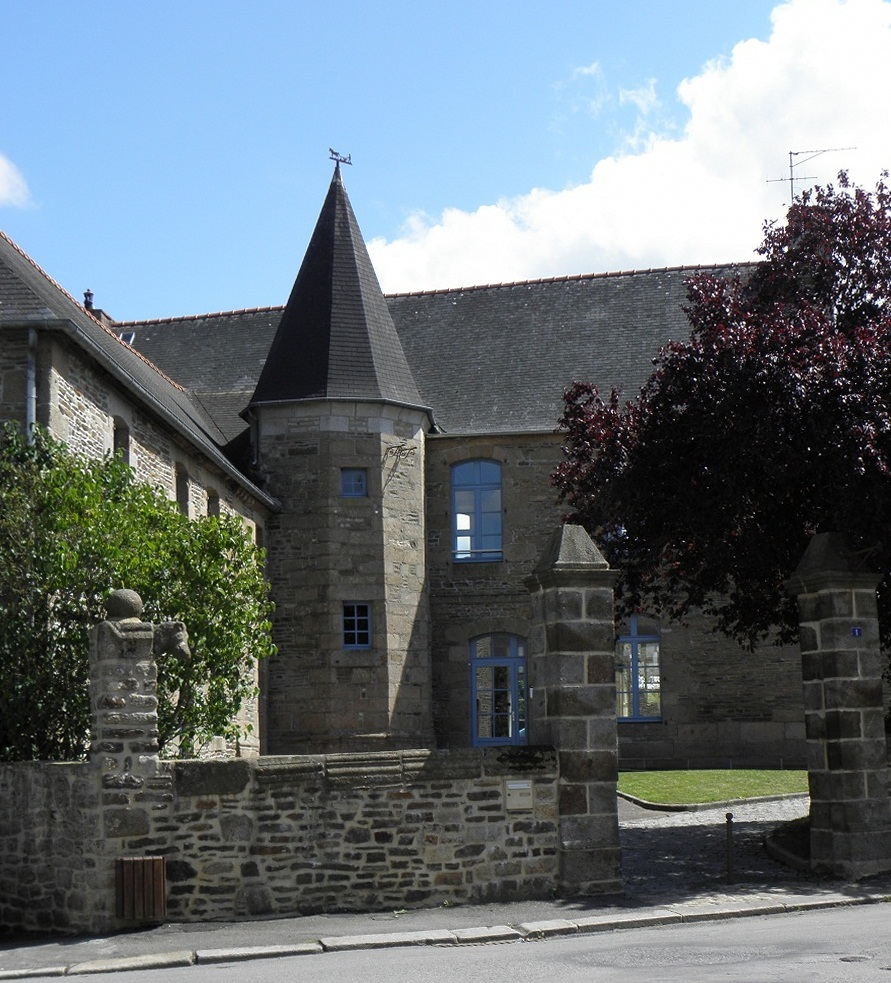
Le siège d'Antrain Communauté.

### Siège
Le siège de la communauté de communes était à Antrain, 1 rue de Fougères.

### Élus
La communauté de communes était administrée par un conseil communautaire constitué en 2014 de 26 conseillers communautaires, qui sont des conseillers municipaux représentant chacune des communes membres.
À la suite des élections municipales de 2014 en Ille-et-Vilaine, le conseil communautaire du 15 avril 2014 avait élu son président, René Canto, maire de Marcillé-Raoul, ainsi que ses 6 vice-présidents. La liste des vice-présidents était alors la suivante :
|                       | Attributions                                                            | Identité           | Qualité                                     |
| --------------------- | ----------------------------------------------------------------------- | ------------------ | ------------------------------------------- |
| 1er                   | Développement économique, aménagement de l'espace, transport et habitat | Pascal Hervé       | Maire de Bazouges-la-Pérouse                |
| 2e                    | Enfance et jeunesse                                                     | Claudine Clossais  | Maire d'Antrain                             |
| 3e                    | Tourisme et patrimoine                                                  | Pierre Masson      | Adjoint au maire de Tremblay                |
| 4e                    | Voirie, environnement et assainissement                                 | Claude Guérin      | Maire de Saint-Ouen-la-Rouërie              |
| 5e                    | Culture et communication                                                | Xavier Saint-Mleux | Conseiller municipal de Bazouges-la-Pérouse |
| 6e                    | Affaires sociales, enseignement, emploi et formation                    | Yves Leray         | Maire de Saint-Rémy-du-Plain                |
| Source : Ouest-France |                                                                         |                    |                                             |

### Liste des présidents
| Période                                    | Période       | Identité        | Étiquette | Qualité                                                                         |
| ------------------------------------------ | ------------- | --------------- | --------- | ------------------------------------------------------------------------------- |
| Syndicat intercommunal à vocation multiple |               |                 |           |                                                                                 |
| Les données manquantes sont à compléter.   |               |                 |           |                                                                                 |
| ca. 1971                                   | ?             | Fernand Aupinel | DVD       | Ancien maire d'Antrain (1945 → 1953) Conseiller général d'Antrain (1951 → 1976) |
| mai 1989                                   | décembre 1992 | Michel Lahogue  | DVG       | Maire d'Antrain (1989 → 2008) Conseiller général d'Antrain (1988 → 2001)        |
| Communauté de communes                     |               |                 |           |                                                                                 |
| janvier 1993                               | avril 2001    | Michel Lahogue  | DVG       | Maire d'Antrain (1989 → 2008) Conseiller général d'Antrain (1988 → 2001)        |
| avril 2001                                 | avril 2008    | Jules Ferron    | DVD       | Maire de Tremblay (1995 → 2008)                                                 |
| avril 2008                                 | avril 2014    | Claude Guérin   | DVD       | Maire de Saint-Ouen-la-Rouërie (1995 → 2018)                                    |
| avril 2014                                 | décembre 2016 | René Canto      | DVD       | Maire de Marcillé-Raoul (2001 → 2020)                                           |